# 拉瓦诺德亚利斯特
拉瓦诺德亚利斯特，是西班牙卡斯蒂利亚-莱昂萨莫拉省的一个市镇。 总面积56平方公里，总人口463人（2001年），人口密度8人/平方公里。